# U.S. Route 1
A U.S. Route 1 (US 1) szövetségi országút, amely az Amerikai Egyesült Államok keleti partja mentén halad. Hossza 3813 km, Key Westben (Florida államban) indul és a Kanada–Egyesült Államok határnál, Fort Kentben (Maine államban) végződik (itt a kanadai 161-es úton folytatódik). Ez a leghosszabb észak–dél irányú országút az országban. Az országút az Interstate 95 mellett haladva 15 államot és több nagyobb várost is érint, például Miami, Washington, D.C., Baltimore, Philadelphia, New York és Boston.